# Rue Marcel-Duchamp
La rue Marcel-Duchamp est une voie du 13e arrondissement de Paris, en France.

## Situation et accès
La rue Marcel-Duchamp est une voie publique située dans le 13e arrondissement de Paris, quartier de la Gare. Elle débute au 49, rue du Château-des-Rentiers et se termine au 40, rue Nationale.

## Origine du nom
Elle porte le nom du peintre et dessinateur français Marcel Duchamp (1887-1968).

## Historique
La voie est créée en lieu et place d'un ancien entrepôt de pavés de la ville, à la fin de l'été 1993, dans le cadre de l'aménagement de la ZAC Château des Rentiers sous le nom provisoire de « voie CC/13 » et prend sa dénomination actuelle le 13 décembre 1994.
Elle est constituée de 88 logements sociaux, dont 11 ateliers-logements d'artistes. L'ensemble de ce programme urbain a été dessiné par l'architecte Patrick Céleste.
Profitant de ce vide juridique, et par crainte qu'un nom quelconque ne fut attribué à leur rue, un couple de riverains — une liste des noms de rues de Paris et une bouteille de bordeaux sur la table (cela n'est pas une légende) —, partait en quête d'un nouveau nom. C'est ainsi que sortit, en toute évidence, vu, notamment, le nombre d'artistes présents dans la rue, le nom de Marcel Duchamp (1887-1968), personnalité majeure de l'art du XXe siècle étonnamment absente de la toponymie parisienne. À cette époque, les noms des rues de la capitale ne pouvaient concerner que des personnalités de la culture ou des sciences morts depuis plus de cinq ans.
Ne voulant pas se faire reprocher d'imposer ses vues, le couple soumit la proposition aux artistes de la rue ainsi qu'à l'ensemble des autres riverains. C'est ainsi que fut créée en 1994 l'Association pour la promotion de la rue Marcel-Duchamp (ASSPRORUMARDU) qui milita auprès de la commission d'examen des projets de dénomination des voies, places et espaces verts de la Ville de Paris afin qu'elle acceptât ce choix.
L'association reçut le soutien immédiat d'Alexina « Teeny » Duchamp (1906-1995), la veuve de l'artiste, et de sa fille Jacqueline Matisse-Monnier. Un arrêté municipal du 13 décembre 1994 officialisa la proposition.
Le 10 juin 1995, à l'occasion d'une grande fête (La Roue est à nu, contrepèterie et clin d'œil à l'œuvre de l'artiste), la rue Marcel-Duchamp était inaugurée en présence de Jacques Toubon, maire du 13e arrondissement (nouvellement nommé garde des Sceaux, ministre de la Justice, dans le gouvernement d'Alain Juppé) et de la veuve de Marcel Duchamp, Alexina Duchamp et de nombreuses personnalités de l'art, dont les artistes Tom Johnson, Pascal Comelade, Alix Delmas, Esther Ferrer, Unglee,, Raymond Hains, mais aussi ActUp Paris. L'année suivante, un "Déjeuner dans l'herbe" est organisé par l'ASSPRORUMARDU, sur des tables recouvertes de gazon.

Depuis son inauguration, la rue Marcel-Duchamp est régulièrement le théâtre d'interventions artistiques, comme, par exemple, l'installation de fausses plaques de rue (illustration).

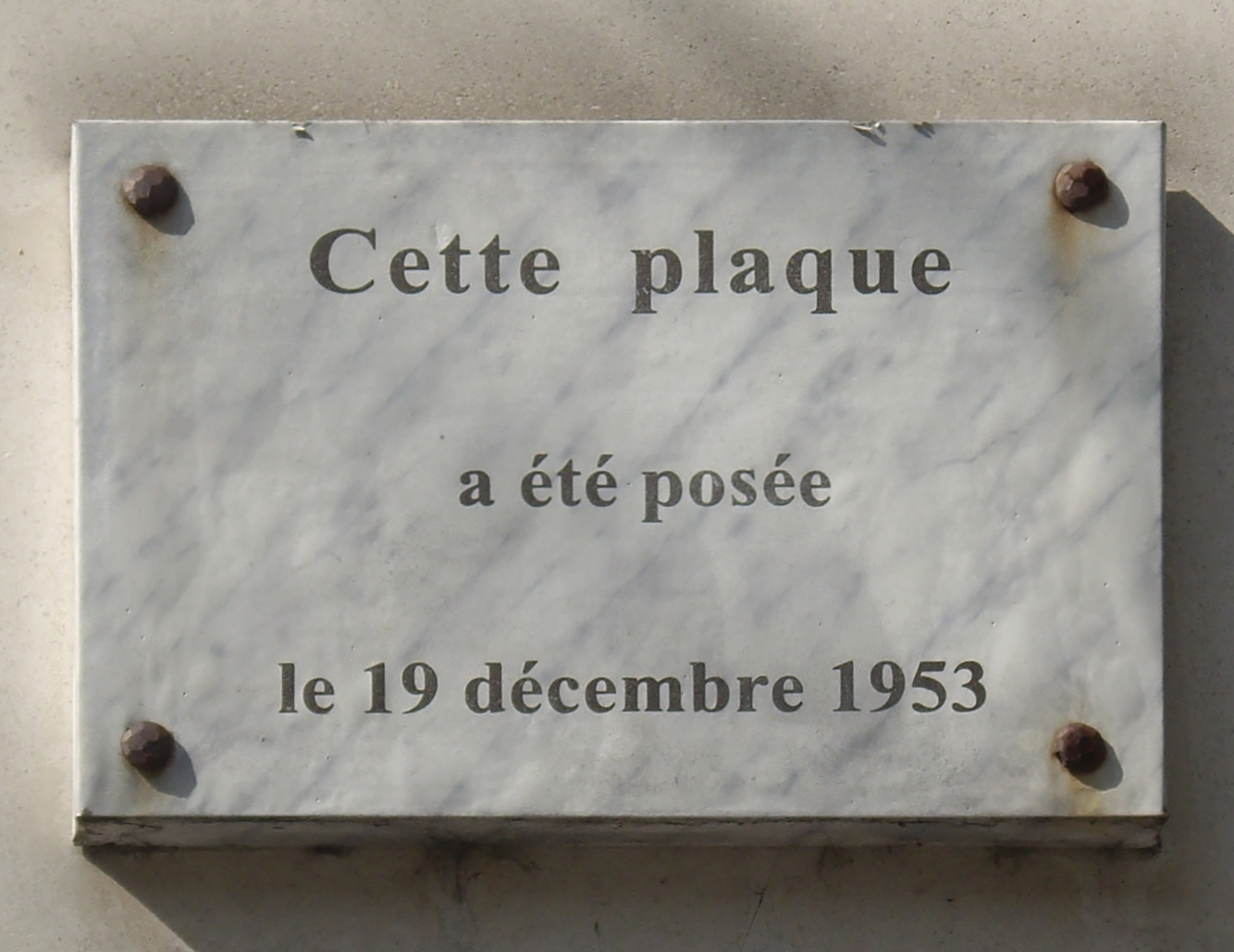